# Mets – Willets Point
Mets – Willets Point – stacja metra nowojorskiego, na linii 7. Znajduje się w dzielnicy Queens, w Nowym Jorku i zlokalizowana jest pomiędzy stacjami Flushing – Main Street i 111th Street. Została otwarta 7 maja 1927.